# مشروع بابل

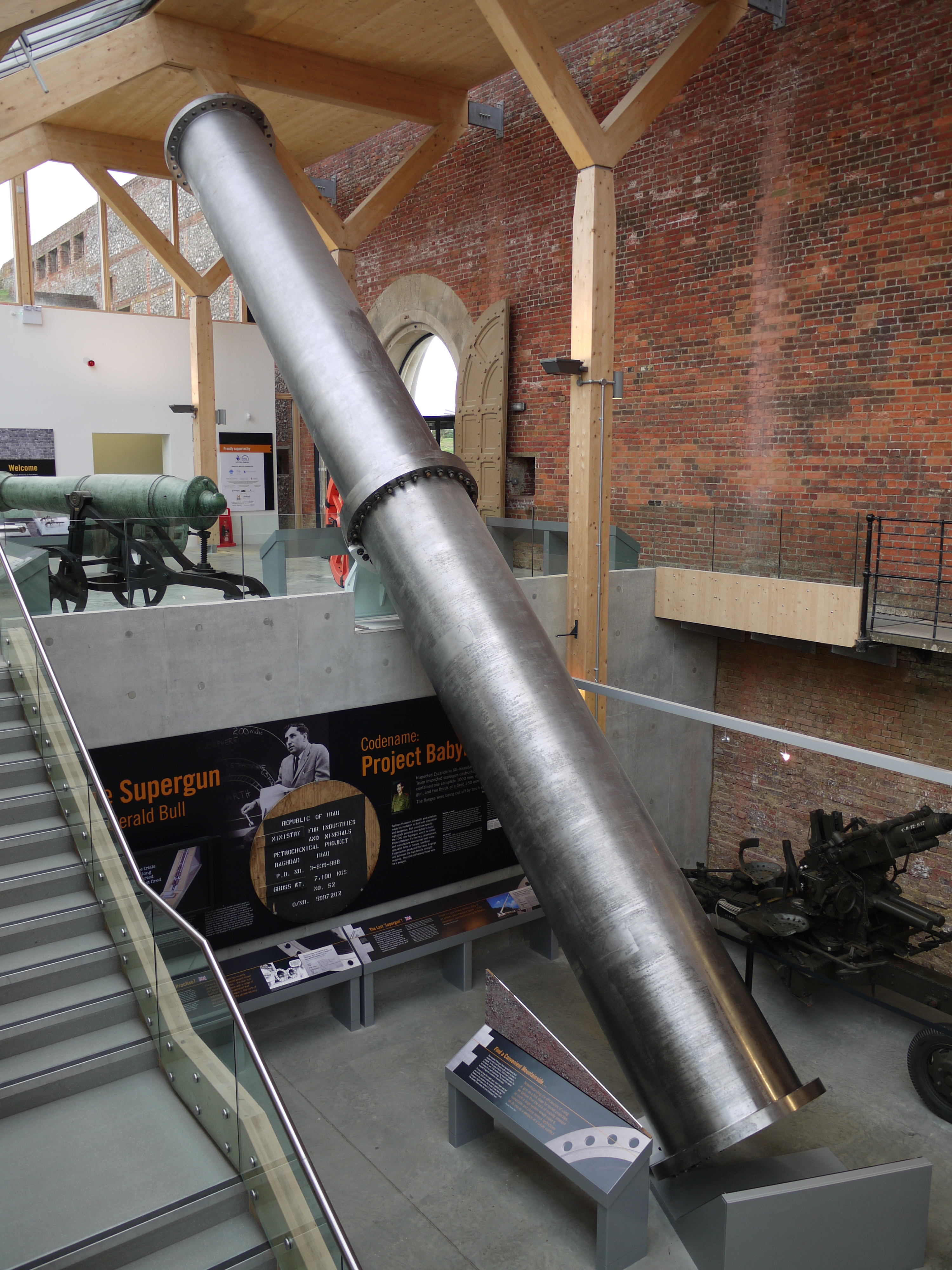
قطعتين من القادف تم تجميعهما في بريطانيا

 مشروع بابل هو مشروع عسكري أُنشِئَ بأمر الرئيس العراقي السابق صدام حسين بهدف تطوير مدافع خارقة. اعتمد المشروع العراقي على أبحاث سابقة قام بها المهندس الكندي جيرالد بول سنة 1962 في المشروع الأمريكي الكندي المشترك الذروة العالية للأبحاث.
تم البدء في المشروع سنة 1988 و توقف العمل في المشروع سنة 1990 بعد اغتيال العالم الكندي جيرالد بول في بلجيكا. بعد توقف العمل في المشروع تم نقل أجزاء من القدائف المنتجة إلى دول أوروبية بينما تم تدمير الأجزاء الأخرى بعد حرب الخليج سنة 1991 من طرف الولايات المتحدة

## أسلحة المشروع

### بابل الصغير
أولى نماذج مشوع بابل كان بابل الصغير، الهدف من هدا النموذج كان القيام بالتجارب. مزود بعيار 350 مم(13.8 بوصة)، و سبطانة بطول 64 متر. فيما بلغ وزن السلاح 102 طن.

## الحصيلة النهائية

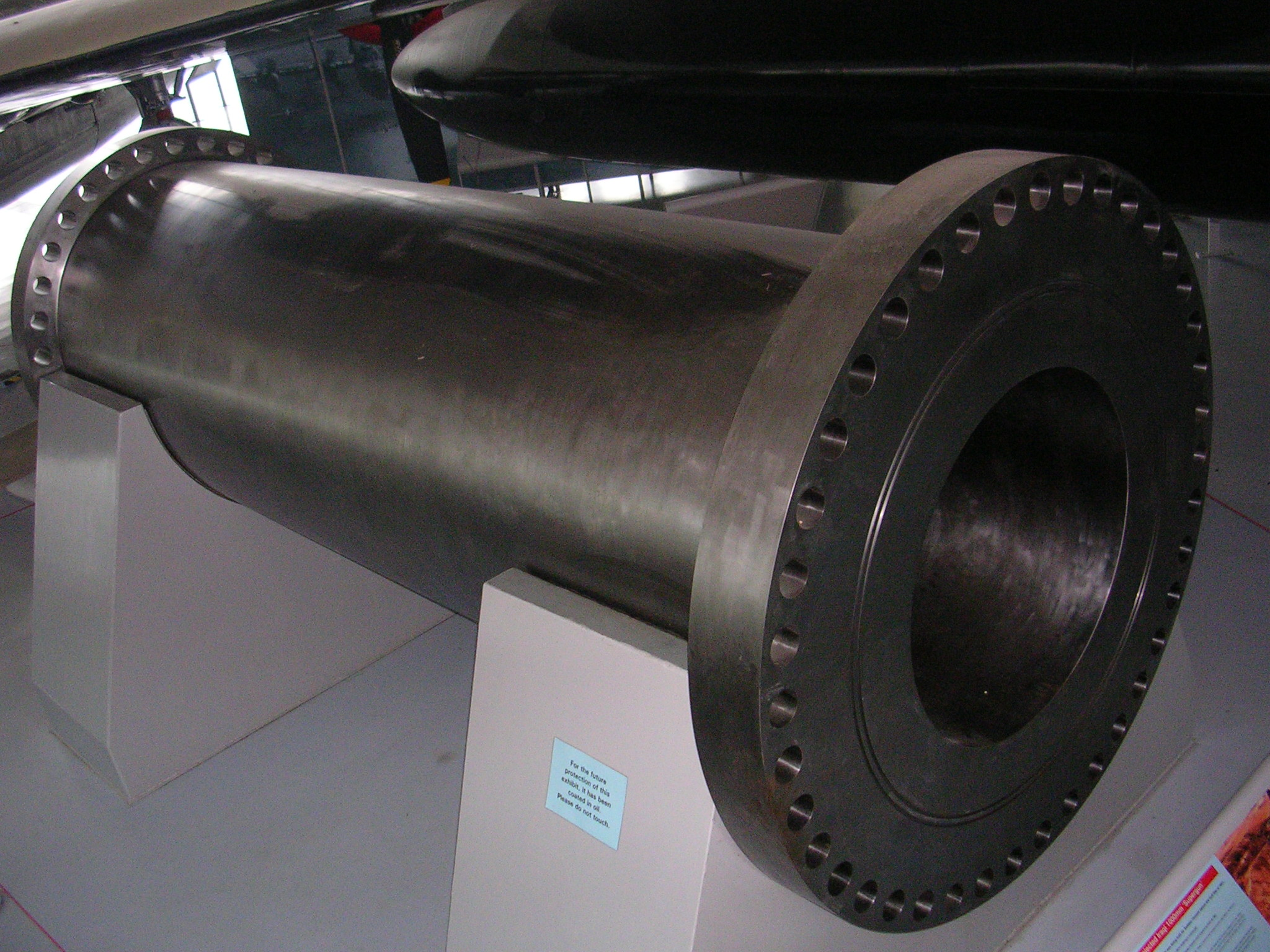
جزء من المدفعية العراقية من متحف الحرب الإمبراطوري دوكسفورد